# معامل موجة بي
هناك نوعان من موجات الجسم الزلزالية في المواد الصلبة، موجات الضغط(موجة بي) وموجات القص.
في المرونة الخطية ، معامل الموجة بي {\displaystyle M} والمعروف أيضًا باسم معامل الموجة الطولية ، أو معامل الموجة المقيدة ، هو أحد المعامل المرنة المتاحة لوصف المواد المتجانسة متساوية الخواص.
ويعرف بأنه نسبة الإجهاد المحوري إلى الإجهاد المحوري في حالة الإجهاد أحادي المحور. يحدث هذا عندما يتم منع التوسع في الاتجاه المستعرض بواسطة القصور الذاتي للمواد المجاورة، مثل الزلزال، أو الانفجار الزلزالي تحت الماء.
{\displaystyle \sigma _{zz}=M\epsilon _{zz}}
حيث أن جميع السلالات الأخرى {\displaystyle \epsilon _{**}} هي صفر.
وهذا يعادل القول بذلك
{\displaystyle M_{x}=\rho _{x}V_{\mathrm {P} }^{2},}
حيث VP هو سرعة موجة بي و ρ هي كثافة المادة التي من خلالها تنتشر الموجة.